# Studie zur wirtschaftlichen Lage des Rundfunks in Deutschland

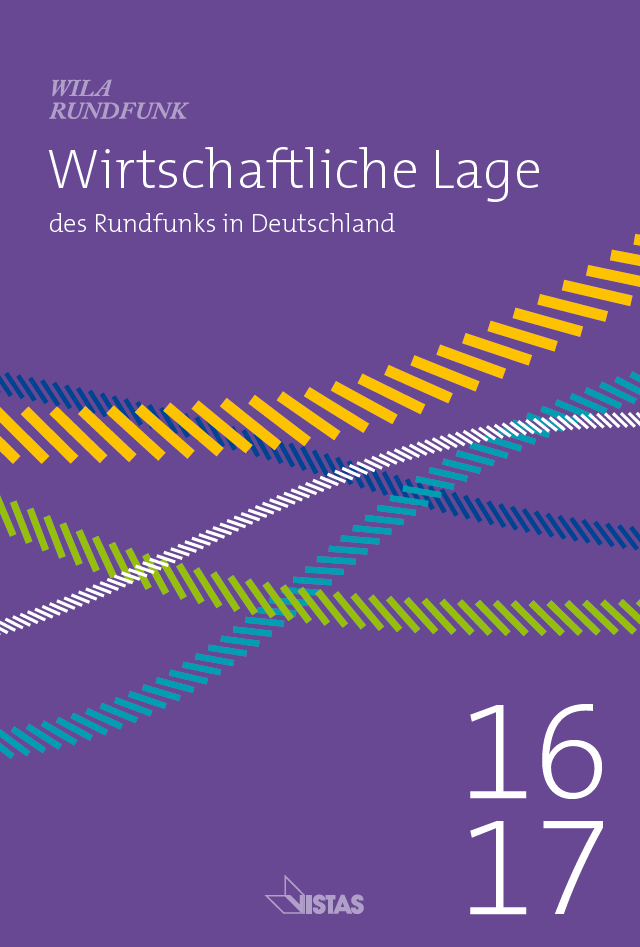
Das Buchcover zur Studie "Wirtschaftliche Lage des Rundfunks in Deutschland 2016/2017"

Bei der Studie zur wirtschaftlichen Lage des Rundfunks in Deutschland handelt es sich um eine von der Goldmedia GmbH durchgeführte Primärdatenerhebung zur Beschäftigung und wirtschaftlichen Lage des Rundfunks in Deutschland. Die Datenerhebung erfolgt im Auftrag der Landesmedienanstalten und wird seit 1995 von der Bayerischen Landeszentrale für neue Medien (BLM) in einem zweijährlichen Rhythmus erstellt und publiziert. 
Die durch die Datenerhebung dargelegte strukturelle Entwicklung des Rundfunks im dualen System kann in Politik und Gesellschaft als Diskussionsgrundlage über die Fortentwicklung des dualen Systems dienen. 

## Ziel der Studie
Medienmacher und -nutzer sowie alle Medieninteressierten erhalten durch die Publikation einen Einblick in die aktuelle Struktur und wirtschaftliche Lage des Rundfunks auf Bundes- und Länderebene.  Etliche Tabellen und Schaubilder geben Aufschluss über die Ertrags-, Aufwands- und Beschäftigungsentwicklung im Privatfernsehen, Privatradio und öffentlich-rechtlichen Rundfunk. 
In eigenen Länderkapiteln wird zudem auf die Lage des Rundfunks in den jeweiligen Zuständigkeitsgebieten der beteiligten Landesmedienanstalten eingegangen. 
Darüber hinaus geht aus der Studie hervor, wie die Rundfunkanbieter die aktuelle wirtschaftliche Lage des eigenen Unternehmens und der gesamten Branche einschätzen. Auch gibt es Einschätzungen zu den gegenwärtigen und künftigen Umsatzanteilen im Online-Bereich. 

## Messverfahren
Die Studienergebnisse basieren auf einer Primärdatenerhebung bei allen deutschen privaten Fernseh- und Hörfunkveranstaltern, die durch eine Sekundäranalyse der Struktur des öffentlich-rechtlichen Rundfunks in Deutschland ergänzt werden. Hinzu kommen alle bei den Landesmedienanstalten registrierten Webradios und Web-TV-Sender. 
Die Primärdaten erhebt die Goldmedia GmbH bei den privaten Fernseh- und Hörfunkanbietern durch eine standardisierte Befragung, die per Mail durchgeführt wird. Darin werden die Programmverantwortlichen aufgefordert, Auskunft zur Beschäftigungsstruktur und zu den wirtschaftlichen Rahmendaten des Unternehmens zu geben.